# Isabella Blow
Isabella Delves Broughton, conhecida pelo nome de Isabella Blow (Londres, 19 de novembro de 1958 — Gloucester, 7 de maio de 2007) foi editora de uma revista britânica e um ícone da moda internacional. A musa do designer de chapéus, Philip Treacy, é reconhecida por ter descoberto as modelos Stella Tennant e Sophie Dahl tal como o designer de moda Alexander McQueen.

## Início da vida
Isabella era a filha mais velha do Major Sir Evelyn Delves Broughton, um oficial do exército, e da sua segunda esposa, Helen Mary Shore, uma barrister. Quando Blow tinha 14 anos os seus pais separaram-se, tendo-se divorciado em 1974. Tinha três irmãos: Duas irmãs, Julia e Lavinia, e um irmão, John, que morreu num afogamento acidental quando tinha dois anos de idade.
Blow estudou na Heathfield School, depois do que se alistou num colégio de secretariado e feito trabalhos ocasionais. Como ela disse a Tamsin Blanchard do The Observer, em 2002, "Eu fiz s trabalhos mais peculiares. Trabalhei numa loja de scones durante anos, vendendo scones guarnecidos de damascos. Fui arrumadeira em Londres durante dois anos. Usava um lenço com nós de lado, o meu primo viu-me na estação de correios e disse; o que estás a fazer? Eu disse; O que te parece? sou uma arrumadeira!".
De acordo com a entrevista de Blanchard, Blow foi deserdada pelo pai em 1994 e recebeu apenas cinco mil libras da sua fortuna de sete milhões.

## Carreira
Blow mudou-se para Nova Iorque em 1979 para estudar Arte Chinesa Antiga na Columbia University e partilhou um flat com a actriz Catherine Oxenberg. Um ano mais tarde, deixou o programa de História da Arte na Columbia, mudou-se para o Texas, e trabalhou para Guy Laroche. Em 1981, casou com o seu primeiro marido, Nicholas Taylor (de quem se divorciou em 1986), e foi apresentada à então directora de moda da versão norte-americana da Revista Vogue, Anna Wintour. Foi contratada inicialmente como assistente de Wintour, mas pouco tempo depois passou a ser assistente de Andre Leon Talley, o director para os EUA da Revista Vogue. Enquanto trabalhava em Nova Iorque, fez amizade com Andy Warhol e Jean-Michel Basquiat.
Em 1986, voltou a Londres e trabalhou para Michael Roberts, O então director de moda da Tatler e da revista Style do Sunday Times. Em 1989, casou com o seu segundo marido, o negociante de arte Detmar Blow, na catedral de  Gloucester; ele era neto (e homónimo) do arquitecto, Detmar Blow. Philip Treacy desenhou o vestido de noiva e foi forjada uma famosa relação do mundo da moda. Blow estabeleceu Treacy numa loja da sua sogra, onde ele trabalhou nas suas colecções durante dois anos. Blow apareceu, usando um chapéu de Treacy, no filme de Wes Anderson, The Life Aquatic with Steve Zissou (2004).
De acordo com uma entrevista concedida Tamsin Blanchard, Blow declarou que usava chapéus extravagantes por uma razão prática: "para manter todos afastados de mim. Eles dizem, Oh, posso beijá-la? Eu digo, Não, muito obrigado. è para isso que uso o chapéu. Adeus. Não quero ser beijada por qualquer um. Quero ser beijada pelas pessoas que amo."
Em 1993, trabalhou com o fotógrafo Steven Meisel produzindo o Babes in London, inspirada na caça, com Plum Sykes, Bella Freud e Honor Fraser. Isabella Blow tinha um sentido natural de estilo e uma boa sensibilidade para as futuras direcções da moda. Descobriu Alexander McQueen e comprou toda a sua colecção de graduação por 5 000 libras, pagando em prestações semanais de 100 libras. Reconhecendo Sophie Dahl, Isabella descreveu-a como "uma boneca exagerada com miolos" e lançou a carreira da modelo.
Blow foi directora de moda da Tatler e consultora da DuPont Lycra, Lacoste e Swarovski. Em 2002, tornou-se objecto de uma exibição intitulada When Philip met Isabella (Quando Philip conheceu Isabella), exibindo sketches e fotografias de Blow usando chapéus de Treacy. Também foi feito um livro com o mesmo título. No Inverno de 2005, a exposição foi até Dublin, Irlanda, e teve sucesso suficiente para durar até Abril de 2006. Em 2005, Blow protagonizou um projecto do artista Matthieu Laurette, comissionada e produzida pelos Frieze Projects 2005 e intitulada "What Do They Wear at Frieze Art Fair?" Consistia num guia turístico diário da Frieze Art Fair conduzido por Blow e os especialistas de moda internacionais Peter Saville, Kira Joliffe, e Bay Garnett. de acordo com uma entrevista com Dominic Lutyens no The Independent em 2005, Blow estava particularmente encantada com a moda vestida por Nell Gwyn, uma amante de  Carlos II de Inglaterra, a qual ela descreveu como "o meu ícone de estilo de todos os tempos", acrescentando, "Adoro o seu decote".

## Doença e morte
Próximo do fim da sua vida, Blow tornou-se seriamente depressiva e angustiava-se pela inabilidade em "encontrar uma casa no mundo que ela influenciara", escreveu Cathy Horyn do The New York Times no dia  10 de Maio de 2007. Como uma das amigas de, Daphne Guinness, disse a Horyn, "Ela estava preocupada que Alexander McQueen não a levasse junto quando vendeu a sua marca a Gucci. De acordo com uma entrevista de 2002 com Tamsin Blanchard, foi Blow que intermediou o negócio no qual Gucci comprou a etiqueta de McQueen. Outra coisa que pressionava a sua frágil psique eram os problemas financeiros e a infertilidade; de acordo comum artigo no Daily Mail, Blow e o seu marido tentaram fertilizações in vitro, sem sucesso, por oito vezes. "Somos como um par de frutos exóticos que não podem procriar quando estão juntos", disse ela.
Na sequência de um desentendimento com a sua sogra sobre qual dos membros da família deveria herdar a casa ancestral da família, Hilles, próximo de Stroud, Gloucestershire, Isabella e Detmar Blow separaram-se — Detmar envolveu-se num caso com a novelista bissexual Stephanie Theobald, enquanto Isabella entrou numa ligação com um gondoleiro que conheceu em Veneza — mas reconciliaram-se 18 meses depois.
Em 2006, novamente de acordo com o The New York Times, Blow tentou duas vezes o suicídio, uma vez saltando do Hammersmith Flyover, de que resultou a fractura de ambas as pernas. Depois disso, o jornal notou que o ícone da moda "tornou-se mais e mais remoto, convencida que se tornaria numa senhora de bolsinha." De acordo com um artigo publicado no Evening Standard depois da sua morte, Detmar Blow confirmou que a sua esposa sofria de depressão e declarou uma vez, "Não posso superar isso".
No dia 6 de Maio de 2007, durante uma festa de fim-de-semana em Hilles, onde os convidados, incluindo Treacy e o seu companheiro, Stefan Bartlett, Blow anunciou que ia às compras. Em vez disso, foi encontrada mais tarde num estado de sofrimento por uma das suas irmãs mais novas e foi levada ao Gloucestershire Royal Hospital, onde Blow contou que havia ingerido Paraquat.
Morreu naquele hospital dois dias depois, aos 48 anos de idade. O London Times anunciou no dia 9 de Maio de  2007 os detalhes da morte de Blow e notou que também o seu sogro usara Paraquat para se suicidar.
As cerimónias fúnebres ocorreram na catedral de Gloucester no dia 15 de Maio de  2007. A sua urna, fita de salgueiro, foi superada por um dos seus chapéus de Philip Treacy em vez de um arranjo floral, e o seu caixão foi carregado por Otis Ferry, um filho da estrela rock Bryan Ferry. O actor Rupert Everett teceu um dos elogios.